# (29706) Simonetta
(29706) Simonetta (1998 YS11) – planetoida z pasa głównego asteroid okrążająca Słońce w ciągu 3,63 lat w średniej odległości 2,36 j.a. Odkryta 25 grudnia 1998 roku.